# Koňuš
Koňuš is een Slowaakse gemeente in de regio Košice, en maakt deel uit van het district Sobrance.
Koňuš telt 375 inwoners.